# 西河乡 (喜德县)
西河乡，是中华人民共和国四川省凉山彝族自治州喜德县曾经下辖的一个乡。2021年1月12日，撤销西河乡，将其所属行政区域划归北山乡管辖。

## 行政区划
西河乡撤销前下辖以下地区：
书则可村、瓦合村、扎都村、色普惹村和彝金村。